# Шуйский, Василий Юрьевич
Князь Васи́лий Ю́рьевич Шу́йский (умер 1448?) — старший сын первого удельного князя Шуйского Юрия Васильевича, внук Кирдяпы. До 1446 года князь Суздальский. Имел брата, князя Фёдора Юрьевича.

## Биография
Князь Василий Юрьевич являлся удельным князем Шуйским и находился на службе московских великих князей в качестве служилого князя, но во время смуты, когда великий князь Василий Тёмный в 1444 году попал в плен, бежал из своей вотчины города Шуя в Новгород. Там он в 1445 году в городе Ям (Кингисепп) отбивался от осаждавших город немцев.
В 1445/1446 годах князь Василий Юрьевич с братом пожаловали Спасо-Евфимьеву монастырю в Суздале деревни и земли.
В 1445 году хан Улуг-Мухаммед, воевавший с великим князем Василием II Васильевичем Тёмным, и взявший его в плен, восстановил независимое Нижегородско-Суздальское великое княжество, многие земли которого являлись вотчиной князей Шуйских.
Во время борьбы князя Дмитрия Юрьевича Шемяки и великого московского князя Василия Тёмного, которого выкупили из плена 01 октября 1445 года — братья-князья Василий и Фёдор Юрьевичи пошли на службу к князю Шемяке. Между ними и князем Дмитрием Шемякой был заключен договор, по которому князь Василий Юрьевич признавался равным братом Шемяке, а князь Фёдор Юрьевич — младшим братом, с обещанием, что добыв великое княжение, Шемяка отдаст братьям их вотчину: Суздаль, Нижний Новгород, Городец (фактически восстанавливает независимость Суздальско-Нижегородского княжества) и вдобавок обещанием пожаловать ещё Вятку, с правом прямых отношений с Большой Ордой и аннулированием всех пожалований на эти земли, данных московским великим князем, без выкупа. В итоге так и произошло, но Дмитрий Шемяка продержался на великом княжении в Москве недолго, только февраль 1446—1447 годах и все вернулось на круги своя с приходом вновь к власти Василия Тёмного.
В 1448 году князь Василий Юрьевич скончался.

## Семья
От брака с неизвестной имел детей:
- Князь Шуйский Василий Васильевич Бледный — воевода и наместник.
- Князь Шуйский Михаил Васильевич — воевода.

В «Российской родословной книге» П. В. Долгорукова и поколенной росписи поданной в 1682 году в Палату родословных дел у отца князя Юрия Васильевича показаны только два сына, князья: Василий и Фёдор Юрьевичи, однако в родословной книге М. Г. Спиридова и в «Истории родов русского дворянства» П. Н. Петрова показан ещё третий, бездетный сын — князь Иван Юрьевич.